# Na Hora Certa (álbum de Dany Grace)
Este é o primeiro CD da Cantora Gospel "Dany Grace" lançado pela Graça Music. Este álbum teve muita repercussão no Brasil, com grandes sucessos como "Livre Acesso" e "Na Hora Certa", em 2012 o álbum é certificado como Disco de Ouro por vender mais de 50 mil cópias.

## Faixas
| CD  |                         |         |  |
| N.º | Título                  | Duração |  |
| 1.  | "Na Presença do Senhor" | 00:37   |  |
| 2.  | "És Minha Canção"       | 04:09   |  |
| 3.  | "Louve ao Rei"          | 03:54   |  |
| 4.  | "Maior é Jesus"         | 03:51   |  |
| 5.  | "Na Hora Certa"         | 05:12   |  |
| 6.  | "A Graça de Deus"       | 04:57   |  |
| 7.  | "Nada vai me Abalar"    | 04:02   |  |
| 8.  | "Rei Eterno"            | 04:39   |  |
| 9.  | "Livre Acesso"          | 05:00   |  |
| 10. | "Aleluia"               | 07:28   |  |
| 11. | "Segura minha Mão"      | 05:38   |  |
| 12. | "Bom Senhor"            | 03:57   |  |